# Carl Niederberger
Carl Niederberger (auch Karl Niederberger) (* 23. Juli 1877 in Oberdorf NW; † 19. September 1945 ebenda) war ein Schweizer Politiker. Von 1928 bis 1940 gehörte er als Vertreter der Konservativen dem Regierungsrat des Kantons Nidwalden an.

## Leben
Carl Niederberger wurde als Sohn des Nationalrats Karl Niederberger und der Josefa Gut geboren und wuchs in der Mühlematt in Oberdorf auf. Nach der Schulzeit wirtschaftete er auf dem Hof der Familie, den er später vom Vater übernahm.
Carl Niederberger stammt aus einer in der Politik stark vertretenen Familie. Nebst ihm, seinem Vater und seinem zweitältesten Sohn haben auch sein Bruder Walter als Ratsherr und Kantonsrichter, sein Onkel Josef Remigi und dessen Sohn Gottfried politische Ämter ausgeübt.
Sein erstes politisches Amt auf Gemeindestufe hatte Niederberger 1910 als Ersatzmitglied der Güteranschlagskommission. Ab 1926 war er Schulrat und ab 1934 Kirchmeier (Präsident des Kirchenrats) von Stans. Ab 1943 war Niederberger Mitglied der Viehinspektor der Gemeinde Oberdorf.
Im Jahr 1914 begann seine politische Laufbahn auf Kantonsebene durch seine Wahl als Ratsherr im Landrat. Das Volk wählte Niederberger an der Landsgemeinde 1928 in den Regierungsrat. Er blieb bis 1940 Mitglied der Nidwaldner Regierung und überstand als einer von nur zwei der elf Regierungsräte den politischen Umbruch im Jahr 1934. Als Regierungsmitglied übernahm er zuerst das Amt des Vorstehers des Armen- und Vormundschaftswesens (Sozialminister) und ab 1934 das Amt des Vorstehers der Landwirtschaft- und Forstdirektions (Landwirtschaftsminister). In diesem Amt setzte er sich stark für verschiedene Meliorationprojekte ein. Ausserdem war Niederberger die gesamte Zeit in der Regierung stellvertretender Landsäckelmeister (Finanzminister). Ab 1931 war er Mitglied der Güterschatzungskommission Viehinspektor sowie Ersatzmitglied der Landschätzer. 1934 wurde Niederberger Mitglied der Brandversicherungskommission und zwischen 1937 und 1943 Mitglied des kantonalen Erziehungsrats. 
Carl Niederberger heiratete am 24. Mai 1901 in Stans Paulina Christen. Aus dieser Ehe stammen acht Kinder (fünf Töchter und drei Söhne). Sein zweiter Sohn Paul war Oberrichter des Kantons Nidwalden und sein jüngster Sohn Josef Kantonstierarzt. Niederberger war Vizepräsident und danach Präsident der Alpgenossen der acht Nidwaldner Gemeinalpen sowie Bannwart der Alp Trübsee.

## Quelle
- Neues Stammbuch. Band III, Niederberger, 94 (22).